# Araeoncus rhodes
Espèce
Araeoncus rhodes est une espèce d'araignées aranéomorphes de la famille des Linyphiidae.

## Distribution
Cette espèce est endémique de Rhodes en Grèce.

## Description
Le mâle holotype mesure 1,85 mm et la femelle paratype 2,00 mm.

## Étymologie
Son nom d'espèce lui a été donné en référence au lieu de sa découverte, Rhodes.

## Publication originale
- Tanasevitch, 2011 : On linyphiid spiders from the eastern and central Mediterranean kept at the Muséum d'histoire naturelle, Geneva. Revue Suisse de Zoologie, vol. 118, p. 49-91.